# Université technique de Mittelhessen

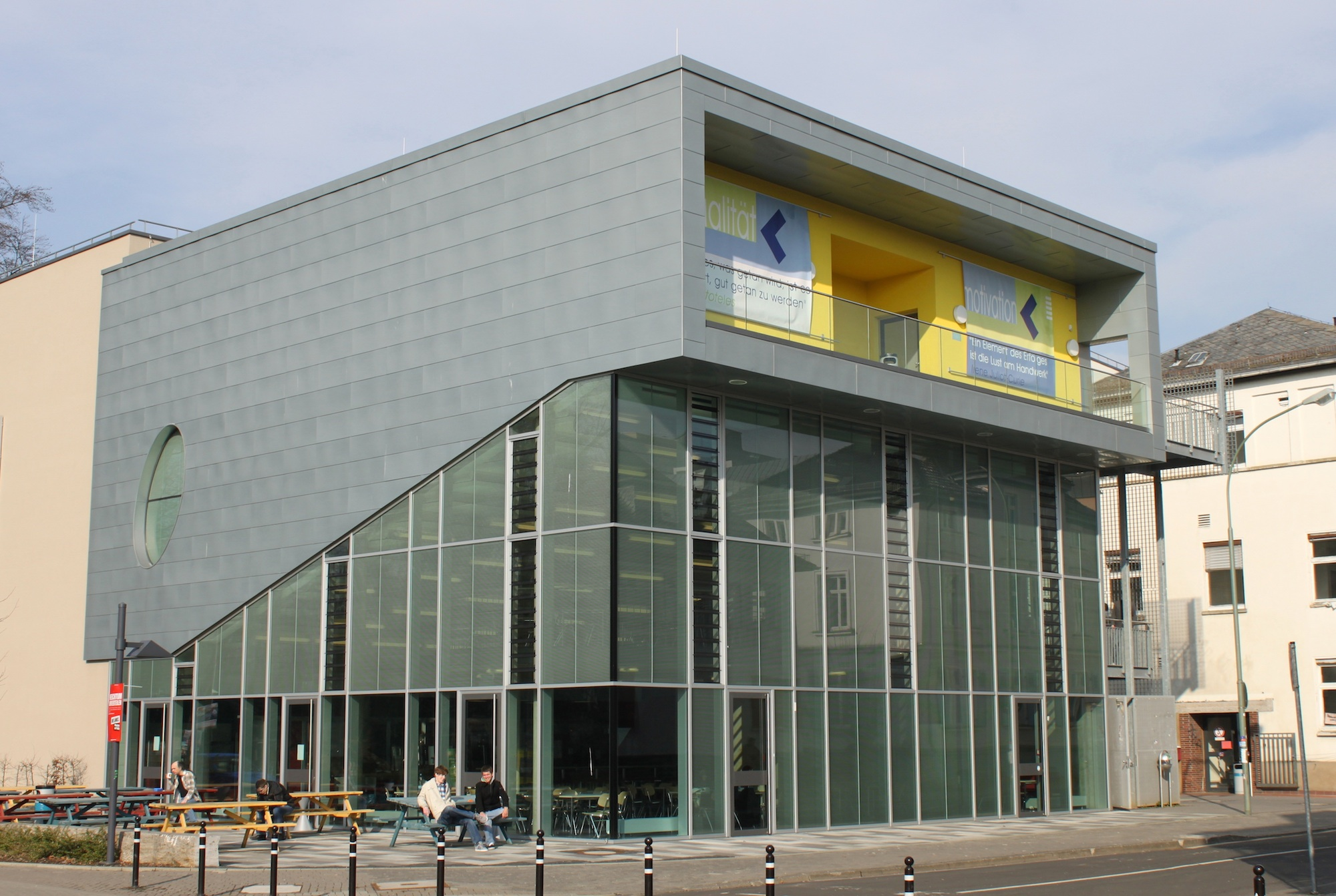
Le bâtiment à Gießen

L'Université technique de Mittelhessen (en allemand : Technische Hochschule Mittelhessen) est une université de sciences appliquées. Elle est  implantée sur trois campus implantés à Friedberg, Giessen et Wetzlar.
Elle est fondée en 1971 à la suite de la fusion de l'école d'ingénieurs d'État de Giessen et Friedberg et de l'Institut pédagogique de Fulda. En 2011, elle accueille environ 13 000 étudiants, et constitue la quatrième plus grande université de sciences appliquées d'Allemagne.